# Stefan Steinweg
Stefan Steinweg (Dortmund, 24 de febrero de 1969) es un deportista alemán que compitió en ciclismo en la modalidad de pista, especialista en las pruebas de persecución y madison.
Participó en los Juegos Olímpicos de Barcelona 1992, obteniendo una medalla de oro en la prueba de persecución por equipos (junto con Guido Fulst, Michael Glöckner y Jens Lehmann).
Ganó siete medallas en el Campeonato Mundial de Ciclismo en Pista entre los años 1990 y 2002.

## Medallero internacional
| Juegos Olímpicos   | Juegos Olímpicos         | Juegos Olímpicos  | Juegos Olímpicos            |
| Año                | Lugar                    | Medalla           | Competición                 |
| ------------------ | ------------------------ | ----------------- | --------------------------- |
| 1992               | Barcelona (España)       | Medalla de oro    | Persecución por equipos     |
| Campeonato Mundial |                          |                   |                             |
| Año                | Lugar                    | Medalla           | Competición                 |
| 1990               | Maebashi (Japón)         | Medalla de plata  | Persecución por equipos (A) |
| 1991               | Stuttgart (Alemania)     | Medalla de oro    | Persecución por equipos (A) |
| 1998               | Burdeos (Francia)        | Medalla de bronce | Madison                     |
| 2000               | Mánchester (Reino Unido) | Medalla de oro    | Madison                     |
| 2000               | Mánchester (Reino Unido) | Medalla de plata  | Persecución individual      |
| 2001               | Amberes (Bélgica)        | Medalla de bronce | Persecución individual      |
| 2002               | Ballerup (Dinamarca)     | Medalla de bronce | Scratch                     |